# Claudia Vismara
Claudia Vismara (Bollate, 25 febbraio 1987) è un'attrice italiana.

## Biografia
Attiva sul grande schermo dall'inizio degli anni duemila, ottiene il suo primo ruolo significativo al cinema nel film drammatico Tutte le donne di un uomo da nulla, diretta da Roger A. Fratter. Negli anni successivi interpreta piccole parti nelle serie televisive Don Matteo e I misteri di Villa Sabrini. Nel 2013 è co-protagonista nel film Spaghetti Story, diretto da Ciro De Caro, dove recita a fianco di Valerio Di Benedetto, e compare nella serie The Pills. Ha partecipato al telefilm Un medico in famiglia, ma solamente nella nona stagione (2014).
Nel 2016 è protagonista femminile dei film My Father Jack e Acqua di marzo, e negli anni successivi diverrà un volto noto delle fiction; nel 2017 è nel cast de Il paradiso delle signore e di Rocco Schiavone. Altre fiction a cui ha preso parte sono Nero a metà e A muso duro - Campioni di vita. Nel 2022 recita in Tapirulàn, a fianco di Claudia Gerini, che è anche regista del film.

## Filmografia

### Cinema
- Tutte le donne di un uomo da nulla, regia di Roger A. Fratter (2009)
- Spaghetti Story, regia di Ciro De Caro (2013)
- Acqua di marzo, regia di Ciro De Caro (2016)
- My Father Jack, regia di Tonino Zangardi (2016)
- La banalità del crimine, regia di Igor Maltagliati (2018)
- Tapirulàn, regia di Claudia Gerini (2022)
- La bambina con la valigia, regia di Gianluca Mazzella (2024)

### Televisione
- Don Matteo, regia di Enrico Oldoini – serie TV (2011)
- Come un delfino – serie TV (2011-2013)
- I misteri di Villa Sabrini, regia di Marco Serafini (2012)
- Un medico in famiglia, regia di Isabella Leoni – serie TV (2014)
- Il paradiso delle signore, regia di Monica Vullo – serie TV (2015-2017)
- Rocco Schiavone – serie TV (2016-in corso)
- Tutto può succedere, regia di Lucio Pellegrini – serie TV (2017)
- Nero a metà, regia di Marco Pontecorvo – serie TV (2020-2022)
- Io ricordo, Piazza Fontana, regia di Francesco Miccichè – docufilm (2019)
- A muso duro - Campioni di vita, regia di Marco Pontecorvo – film TV (2022)
- I cacciatori del cielo, regia di Mario Vitale – docufilm (2023)
- Lea - I nostri figli, regia di Fabrizio Costa - serie TV (2023)
- Il patriarca (seconda stagione), regia di Claudio Amendola - serie TV, 10 episodi (2024)
- La bambina con la valigia, regia di Gianluca Mazzella – film TV (2025)

## Teatro
- I coniugi, regia di M. Sciaccaluga (2013)
- Consuetudine frastagliata dell'averti accanto, regia di C. Vismara
- Non c'è due senza tre, regia di F. Randazzo